# Ombla
Az Ombla a legrövidebb folyó Horvátországban, Dubrovnik városától északkeletre. Hossza körülbelül 30 méter, majd a Rijeka dubrovačka nevű riába torkollik bele, Komolac község közelében, Dubrovnik-Neretva megyében.

## A folyó
Az Ombla vízének nagy részét a Trebišnjica, Európa leghosszabb karsztfolyója táplálja. Ez az Ombla-forrástól 20 km-re a bosznia-hercegovinai alsó Popovo poljében, a horvát határ közelében, több résszerű beszivárgási ponton tűnik el a föld alatt, majd vizének egy része itt tör a felszínre. Az Ombla a 422 méter magas Golubov Kamen-hegy lábánál tör a felszínre, amely átnyúlik a Horvátország és Bosznia-Hercegovina közötti határon. A folyót egy mély, meredek mészkőfalakkal határolt völgy veszi körül.
Az elsődleges forrás 15 méteres tengerszint feletti magasságban, a másodlagos források pedig a tengerszint felett 2,5 méterre találhatóak a barlangban. Rendkívül rövid hossza ellenére a folyó igen bővizű, forrásának átlagos vízhozama mintegy 24 m3/s (összehasonlításképpen: a Rába vízhozama 18 m3/s). A tavaszi esős időszakban az Ombláé a legbővizűbb karsztforrás Horvátországban és az egyik legnagyobb a Dinári-hegységben is, ekkor akár a 104 m3/s-os vízhozamot is elérheti. A forrásbarlang kijáratánál 2,38 méteres magasságban tör a folyó a felszínre.  
A vízfolyás körülbelül 30 métert tesz meg, mielőtt eljutna a duzzasztóig, amelyen átjutva elérve a tengerszintet a riába folyna, ami a vizét az Adriai-tengerbe vezeti. Ha a tengerrel összeköttetésben és egy szintben lévő Rijeka Dubrovačkát nem számítják a folyó részének, akkor az Ombla mintegy 30 méteres hosszával a világ egyik legrövidebb folyója.

## Jelentősége

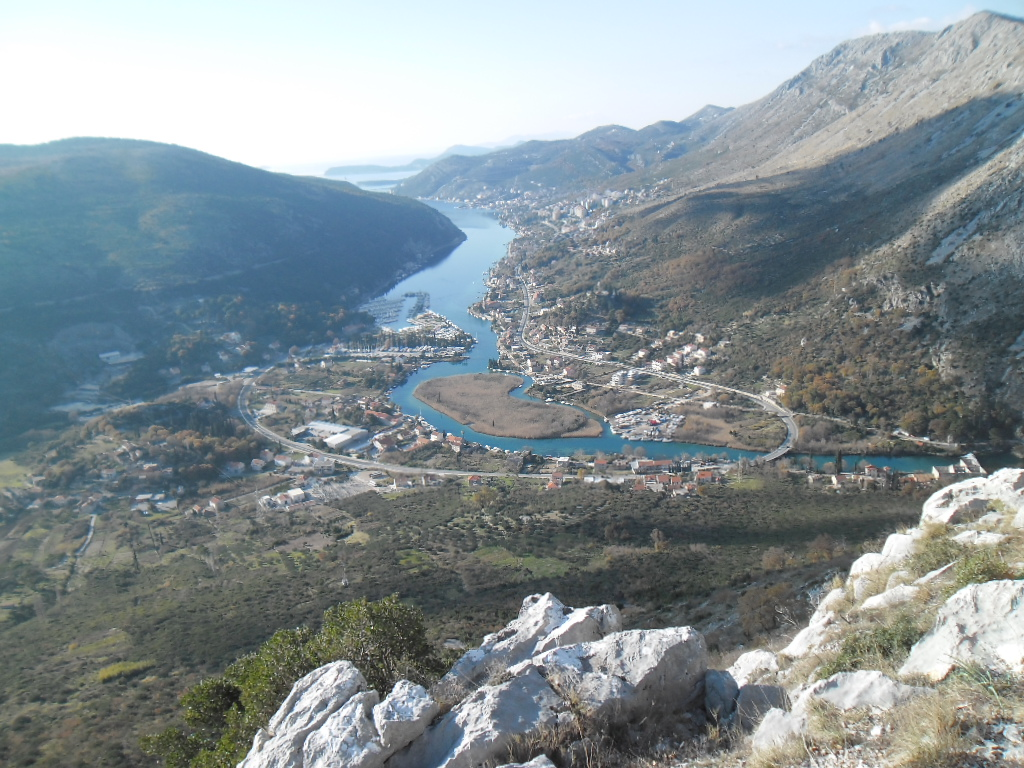
Az Ombla és a Rijeka Dubrovačka, háttérben az Adriai-tenger

Az Omblát ivóvízforrásként használják Dubrovnik vízellátásához, a város rendszerébe 1897 óta van részben bekötve a forrás. A vízkivételi mű másodpercenként több, mint 500 liter vízzel látja el a környéket. Több évtizeden át egy kisebb vízerőmű építését is tervezték a nagy vízhozam hasznosítására. 2012-től a tervek egy felszín alatt tározó és egy 68 megawatt teljesítményű erőmű építését vetítették előre. A projektet részben az Európai Újjáépítési és Fejlesztési Bank (EBRD) 123,2 millió euró összegű kölcsönéből akarták finanszírozni, amelyet 2011. november 22-én hagytak jóvá. A projekt teljes költségét 152,4 millió euróra becsülték. A terv komoly vitákat váltott ki a környezetvédelemmel és az élővilág védelmével, a műszaki és pénzügyi megvalósíthatósággal, valamint a projekttel kapcsolatos eljárási problémákkal kapcsolatban felmerült kétségek miatt. Különös aggodalmat okozott, hogy a föld alatti tározó építése hegyomlásokat és földrengéseket válthatott volna ki. Végül 2013-ban leállították a projektet.

## Fordítás
- Ez a szócikk részben vagy egészben  az   Ombla című angol Wikipédia-szócikk ezen változatának fordításán alapul.  Az eredeti cikk szerkesztőit annak laptörténete sorolja fel. Ez a jelzés csupán a megfogalmazás eredetét és a szerzői jogokat jelzi, nem szolgál a cikkben szereplő információk forrásmegjelöléseként.